# Comuna Taebla
Taebla este o comună (vald) din Comitatul Lääne, Estonia.
Comuna cuprinde 2 târgușoare (alevik) și 15 sate,

Reședința comunei este târgușorul (alevik) Taebla.

## Localități componente

### Târgușoare
- Taebla
- Palivere

### Sate
- Nigula
- Kirimäe
- Vidruka
- Võntküla
- Koela
- Kadarpiku
- Turvalepa
- Leediküla
- Pälli
- Tagavere
- Allikmaa
- Luigu
- Nihka
- Väänla
- Kedre